# Vértisztaság a Harry Potter-univerzumban
J. K. Rowling Harry Potter-univerzumában a rasszizmus allegóriájaként fontos szerepet kap a varázslók származása, vértisztasága.
Aranyvérű az a varázsló, akinek minden családtagja varázsló, nincsenek mugli felmenői. A Mardekár ház tagjai különösen büszkék aranyvérűségükre, és lenézik a félvéreket és mugli születésűeket, habár több félvér is jár a házba. Nevezetes aranyvérű családok: Black család, Malfoy család, Kupor család, Gomold család, Weasley család. Mivel Weasleyék szóba állnak mugli születésűekkel, sőt muglikkal is, ezért a többi aranyvérű család lenézi, vérárulónak tartja őket.
A sárvérű kifejezést az olyan boszorkányra vagy varázslóra használják, aki mugli családból származik. A sárvérű szót rendszerint kerülik, mivel ez nagyon durva sértésnek számít, helyette a mugli születésű, mugli származású, vagy mugliivadék kifejezéseket használják. Az aranyvérű varázslók ezeket igen gyakran lenézik, habár semmivel sem tehetségtelenebbek vagy gyengébb varázserejűek, mint azok, akik tiszta varázslócsaládból származnak. Ahogy a második részből kiderül, Roxfort egyik alapítója, Mardekár Malazár nem akart felvenni az iskolájába mugli születésű diákokat, emiatt összeveszett a másik három alapítóval. A Titkok Kamráját azért hozta létre, hogy az abban lakozó szörny majd megtisztítsa a Roxfortot a sárvérűektől. A hetedik részben Voldemort rasszista diktatúrája üldözi a mugli születésűeket, állítva, hogy azok „lopták” a varázserejüket. A fontosabb szereplők közül Hermione Granger, illetve Harry Potter anyja, Lily Evans mugli származásúak.
Félvérnek azokat a varázslókat vagy boszorkányokat nevezzük, akiknek egyik szülője mugli volt, a másik pedig mágus, vagy tágabb értelemben bárkit, akinek a felmenői közt varázslók és muglik is találhatók (például egy mugli születésű és egy aranyvérű varázsló gyermeke). A hatodik kötetben szereplő Félvér Herceg (alias Piton professzor) édesanyja boszorkány, akinek családi neve Prince, édesapja pedig mugli. Mivel Piton nem volt büszke az apjára, ezért a baráti körében elkezdték Félvér Herceg néven hívni. A szereplők közül félvér többek között Voldemort nagyúr, vagy maga Harry Potter is, akinek édesanyja mugli származású, mégis varázserővel bíró boszorkány. Voldemort diktatúrájában a félvérek egyfajta „tűrt” státuszt kaptak.
Léteznek félemberek is ebben az univerzumban, akik egy ember és egy másik mágikus lény keverékei, hibridjei. Ezek közül a legnevezetesebb Rubeus Hagrid, akinek az anyja óriás, illetve Fleur Delacour, akinek az egyik nagyanyja véla.
Kvibli (angolul squib) az olyan embert jelenti, akinek a szülei varázslók, ám ő maga híján van a mágikus képességeknek, tulajdonképpen mugli. A könyvek szereplői közül például Argus Frics és Arabella Figg kviblik.